# ターボライナー
ターボライナー（Turboliner）とはロー社が1976年にアムトラック向けに製造した車両である。車両はディーゼルとガスタービンを備えており、ニューヨークのペンシルベニア駅（ペン・ステーション）とグランド・セントラル駅につながるトンネル区間においては第3軌条から集電した。
ロー社のターボライナーはチュルボメカ製のガスタービンエンジンを搭載したフランスのANF社のガスタービンRTG車両(ターボライナー)を基にしている。RTGはTGV車両の試作車であるTGV 001の先駆けである。
燃料価格の高騰によりロー社とANFは合衆国内での運行を中止した。いくつかのガスタービン車両はフランスの非電化区間で2005年まで運行されたが、TGVの新線開通により終了した。

## 背景
アムトラックは、1971年5月1日に、アメリカ国内ほぼすべての民営都市間旅客鉄道を引き継ぎ、数十年にわたる衰退からの再興を担うことになった。アムトラックは、それまで運行されていたおよそ440本の列車のうち、184本を保持していた。これらを運行するために、アムトラックは300両の機関車（電気機関車およびディーゼル機関車）と1190両の客車を継続保有していたが、そのほとんどは1940年代から1950年代のものだった。
アムトラックのターボライナー導入には複数の目的があった。ターボライナーは、ディーゼル機関車やそのライバルの在来型の自動車よりも低コストで運行でき、速度も（線形に左右されるにせよ）それらを上回ると予想された。新車両の導入は前向きな宣伝材料となることも期待されていた。誕生から2年が過ぎたが、アムトラックは「お下がりの古い機材にお色直しをしただけ」というイメージに苦しめられていた。最新のガスタービン列車が、その認識を変える可能性があった。
1960年代後半から1970年代初頭にかけて、いくつかの国でガスタービン列車の実験が行われていた。UAC ターボトレインは、1968年以来、米国とカナダでサービスを提供していたが、結果はまちまちだった 。イギリス国鉄は1972年にAPT-Eのテストを開始した。さまざまな理由から、イギリス国鉄はガスタービンエンジンを推進しなかった。

## RTG ターボライナー
RTGとはロー社のRTL列車を原型とした列車である。シカゴで1970年代から1980年代初頭まで使用された。1973年末、RTGはシカゴに到着した。サクラメント通り37番地のアムトラックのブライトン公園ターボ工場で組み立てが始まった。フォード自動車のクレジット会社によるアムトラックへのリースで6編成のRTGがアムトラックに導入された。残りの4編成は内装が良くなり自動式ドアが装備された。最初の2編成は標準的なものだった。総計6編成が製造された。動力車は編成の両端に設けられた。番号は58～69が割り当てられた。どの編成も2両の動力車、2両の客車とバー/グリル車で構成されていた。編成はシカゴからセントルイス、 ポートヒューロン、 デトロイト、 ミルウォーキー、トレド まで運行され、優雅なひと時を送ることが出来た。
70年代におけるエネルギー危機により燃料消費を抑えるために、高出力且つ低燃費の主機関が搭載される等の改造が施された。その結果、燃料消費を抑える為に編成あたりわずか2基中1基のエンジンで運行される事になった。より小型のタービンエンジン アスタゾウ（Astazou）で駆動される発電機が先頭車と最後尾の車両に搭載され客車に380V/50Hzの電力を供給した。これは後期のRTLではアムフリート車と同じくアメリカ標準の480V/60Hzが供給され、対照をなした。
RTGはヨーロッパ式のバッファーとネジ式連結器が使用されていたが、後のRTLではアメリカ式の連結器が用いられた。
ブライトン公園の工場は 1981年に閉鎖され、装置は保管のためインディアナ州のビーチグローブへ移転された。

## RTL
アムトラックは追加で7編成のターボライナーを発注し、1976年から1977年にかけて導入された。これはカリフォルニア州チュラビスタのローア社で製造され、RTLターボライナーとして知られている。
先のRTGシリーズをベースにしているが、アメリカ式のジャニー式連結器を備え、動力車の運転台の設計も異なっていた。
標準編成は5両で、動力車が両端にあり、食堂車1両と無動力客車2両で構成された。この場合1編成で264名を輸送できた。時々、アムトラックはこれに客車1両を追加して運行した。これはアムトラックが導入した最後のガスタービン列車だった。在来型のディーゼル機関車の方が運行コストが安かったためである。
RTLターボライナーはRTGターボライナーよりも幅広で、9 ft 5+1⁄2 in (2.88 m)から10 ft (3.05 m)になり、座席にも反映された。
列車の床面の高さは、北東回廊の駅のプラットホームの高さに合わせて高くなっていた。RTGは特例で規則を免除されていたが、RTLは連邦鉄道局のバフ強度要件である800,000ポンド (362,873.9 kg)を満たすように設計された。

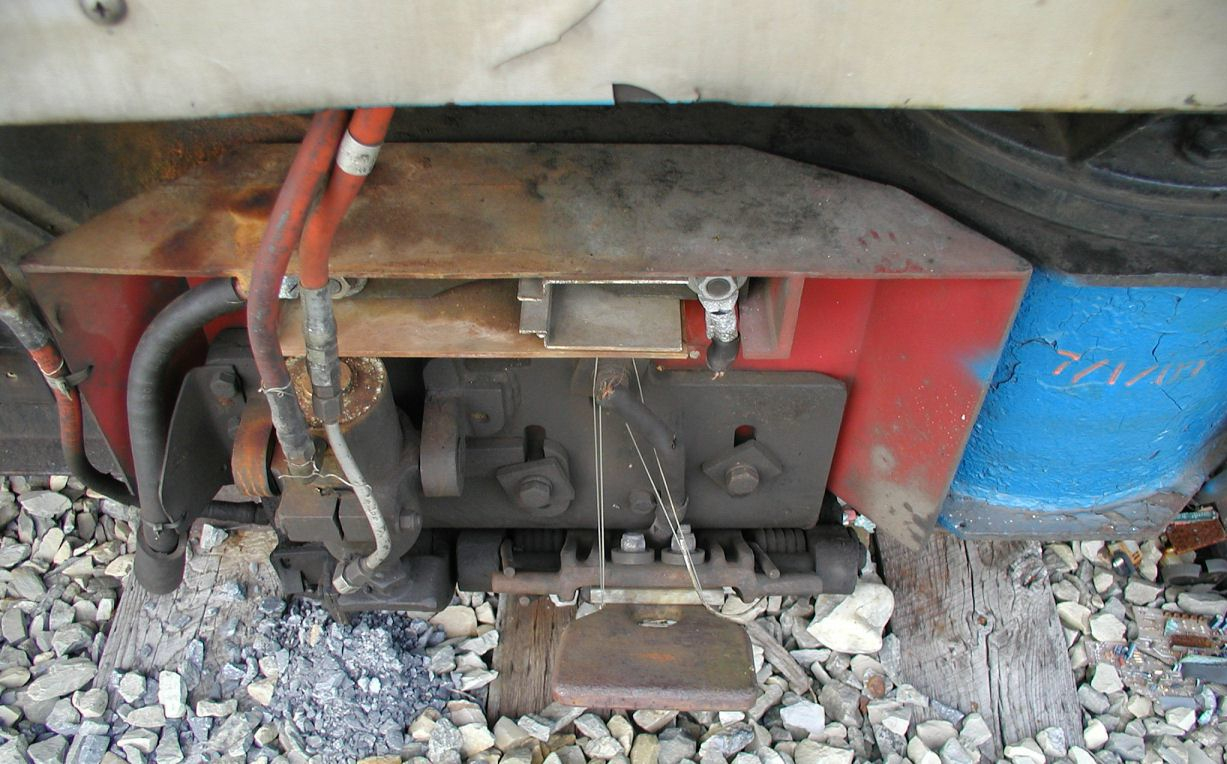
RTL-IIの前方台車の第三軌条集電靴。ペンシルベニア駅で撮影。

### RTL-II
1995年、アムトラックとニューヨーク州は協力して、200万ドルをかけて1編成のRTLを改造更新した。この改造で、出力1,600馬力 (1,200 kW)のチュルボメカ マキラT1タービンを2台搭載した。内装はリニューアルされ、外装の塗装も変更された。モリソン・クヌーセンは動力車を改造し、アムトラックはビーチグローブ車両基地で客車の内装をオーバーホールした。更新された編成はRTL-IIと呼ばれていた。エンパイア回廊と北東回廊での試運転では、最高速度は125 mph (201 km/h)に達し、燃料消費量は以前より少なくなった。

### RTL-III
1998年、アムトラックとニューヨーク州は、エンパイア回廊のサービスを改善するため、総額1億8500万ドル高速鉄道改善プログラムを開始した。 
このプログラムの要は7編成すべてのRTLターボライナーのRTL-III仕様への改造だった。ニューヨーク州は事業者としてSuper Steel Schenectady社を選定し、最初の2編成は1999年に運行開始する予定だった。しかし、作業は遅延が続き、実際の運行開始は2003年4月にまでずれ込んだ。残りの5編成の当初の運行開始予定は2002年だったが、結局1編成しか完工せず、商用運行はなされなかった 。
2001年には新しいディーゼル車のGE P42DCとの番号重複を防ぐために、7編成すべての番号が振り直されるとともに、新しいアセラ・エクスプレスと共通のカラーリング（en:livery）で再塗装された。改造されたRTL-IIIは2001年2月15日の夜間のテスト走行では125 mph (201 km/h)の最高速度を達成した。

## 譲渡
2008年4月、アムトラックはロー・ターボライナーの編成の売却を公示した。
"ロー・ターボライナー売却”
アムトラックは入手し得る7編成のターボライナー(直接駆動式ガスタービン)と予備部品を売却中である。どの編成も両端に動力車があり、中間の3両が客車でその中の1両は食堂車である。3編成はオーバーホールされデラウェア州に保管されている。4編成はオーバーホール中でニューヨークに保管されている。譲渡先を受付中である。:
B. A. Hastings, Officer

## その他の情報
- http://www.osc.state.ny.us/press/releases/jun03/061203.htm
- http://www.osc.state.ny.us/audits/allaudits/093005/04s10.htm